# Cylindropuntia calmalliana
Cylindropuntia calmalliana ist eine Pflanzenart aus der Gattung Cylindropuntia in der Familie der Kakteengewächse (Cactaceae). Das Artepitheton calmalliana verweiset auf das Vorkommen der Art beim mexikanischen Ort Calmalli.

## Beschreibung
Cylindropuntia calmalliana wächst strauchig mit zahlreichen aufrechten und aufsteigenden Trieben und erreicht Wuchshöhen von 1 bis 2 Meter. Auf den nicht leicht abfallenden, graugrünen, manchmal glauken, 8,5 bis 25 Zentimeter langen und 2 bis 2,7 Zentimeter im Durchmesser messenden Triebabschnitten befinden sich verlängerte Höcker. Die cremefarbenen Areolen vergrauen im Alter und tragen unauffällige dunkle, 2 bis 3 Millimeter lange Glochiden, von denen einige oft borstenartig sind.  Die vier bis neun Dornen sind an den meisten Areolen vorhanden. Sie sind orangebraun, besitzen eine gelbe Spitze und vergrauen im Alter. Die ein bis vier aufrechten Hauptdornen sind 1,5 bis 3,5 Zentimeter lang. Außerdem sind drei bis fünf sekundäre Dornen vorhanden. Die lose sitzenden Scheiden der Dornen sind hell.
Die Blüten sind gelblich braun oder bronzefarben bis rot. Die fassförmigen bis keulenförmigen, grünen bis gelben Früchte sind fleischig und (nahezu) unbedornt. Sie sind 2,5 bis 5,5 Zentimeter lang und erreichen Durchmesser von 1,8 bis 2,6 Zentimeter.

## Verbreitung, Systematik und Gefährdung
Cylindropuntia calmalliana ist im mexikanischen Bundesstaat Baja California in der Gegend der Bahía de Sebastián Vizcaíno verbreitet.
Die Erstbeschreibung als Opuntia calmalliana von John Merle Coulter wurde 1840 veröffentlicht. Frederik Marcus Knuth stellte die Art 1936 in die Gattung Cylindropuntia.
In der Roten Liste gefährdeter Arten der IUCN wird die Art als „Least Concern (LC)“, d. h. als nicht gefährdet geführt. Die Entwicklung der Populationen wird als stabil angesehen.

## Nachweise